# Безмолвное братство
«Безмолвное братство» (англ. The Order) — американский художественный фильм режиссёра Джастина Курзеля по сценарию Зака Бейлина. В основе сценария книга 1989 года «Молчаливое братство» Кевина Флинна и Гэри Герхардта. Главные роли в фильме исполнили Джуд Лоу, Николас Холт и Тай Шеридан.
Премьера состоялась в 2024 году на 81-м Венецианском кинофестивале.

## Сюжет
Агент ФБР из Айдахо замечает закономерность в недавних ограблениях банков, выпуске фальшивых денег и кражах бронированных автомобилей, терроризирующих жителей Тихоокеанского побережья. Он пытается доказать, что это дело рук не традиционной организованной преступности, а радикальной группировки с харизматичным лидером.

## В ролях
- Джуд Лоу[4]— Терри Хаск, агент ФБР
- Николас Холт — Роберт Джей Мэтьюс, лидер и  один из членов-учредителей «The Order»
- Тай Шеридан — Джэйми Боуэн, офицер полиции
- Джерни Смоллетт — Джоан Карни, агент ФБР
- Элисон Оливер — Дебби Мэтьюс, жена Роберта
- Одесса Янг — Зила, любовница Роберта
- Себастьян Пиготт — Брюс Пирс, один из членов-учредителей «The Order»
- Филипп Левицкий — Дэвид Лэйн, один из членов-учредителей «The Order»
- Дэниел Доэни — Уолтер Уэст
- Марк Марон — Алан Берг, радиоведущий

## Производство
3 февраля 2023 года стало известно, что Джуд Лоу и Николас Холт сыграют главные роли в фильме «Орден», снятом режиссёром Джастином Курзелем по сценарию Зака Бейлина. В основу сценария была положена книга 1989 года «Братства молчания» Кевина Флинна и Гэри Герхардта. Лоу также будет продюсером, а Курзель и Бейлин — исполнительными продюсерами. В мае 2023 года к актёрскому составу присоединились Тай Шеридан, Джерни Смоллетт, Одесса Янг, Элисон Оливер и Марк Марон.
Съёмки начались 8 мая 2023 года в канадской провинции Альберта.

## Выход
Мировая премьера «Безмолвного братства» состоялась 31 августа 2024 года на 81-м Венецианском кинофестивале, где он боролся за Золотого льва. Amazon Prime Video будет распространять фильм на нескольких международных территориях за исключением США. В мае 2024 года компания Vertical приобрела права на распространение фильма на территории США и выпустит его в ограниченный кинотеатральный прокат 6 декабря 2024.